# Adenanthos meisneri
Adenanthos meisneri là một loài thực vật có hoa trong họ Quắn hoa. Loài này được Lehm. miêu tả khoa học đầu tiên năm 1845.